# Melkus
Heinz Melkus KG — немецкий автопроизводитель в ГДР, выпускавший гоночные и спортивные автомобили для кольцевых автогонок.

## История
Предприятие было создано известным немецким гонщиком и автомобильным конструктором Хайнцем Мелькусом (1928—2005). Всё началось в 1950-х годах, когда Мелькус, ещё будучи водителем грузовика одной из Дрезденских пивоварен, начал участвовать в гонках.

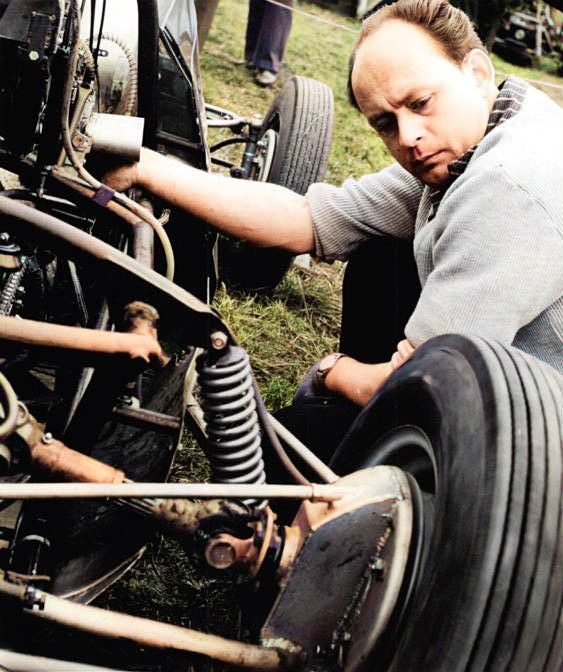
Хайнц Мелькус, 23 апреля 1961 год

Вскоре в пригороде Дрездена Мелькус открыл автошколу. Кроме обучения курсантов, он продолжал участие в кольцевых автогонках. Параллельно этому у Мелькуса и его единомышленников возникла идея создать небольшое производство гоночных автомобилей новой тогда формулы «Юниор», которые могли бы использовать агрегаты от серийных легковых автомобилей «Wartburg». 
В итоге в 1959 году при автошколе Мелькуса открылась маленькая автомастерская, в которой был построен первых гоночный автомобиль «Мелькус-Вартбург». С 1960 года началось мелкосерийное производство гоночных автомобилей для лучших автогонщиков ГДР, поставлялись они и в СССР. Имя Хайнца Мелькуса стало известным не только в ГДР, но и за её пределами. Он даже получил прозвище «Абарт с Востока» по аналогии с известным итальянским автогонщиком Карло Альберто Абартом открывшим в Турине фабрику, которая выпускала мелкосерийные спортивные автомобили на базе серийных автомобилей марки FIAT. В 1960-х годах успех был на стороне Мелькуса, его гоночные автомобили занимали первые места в соревнованиях, а сам он становился чемпионом ГДР в 1960-м, 1967-м и 1968-м годах. 
В 1960-х годах Мелькус начал работу над спортивным автомобилем с кузовом спорт-купе из стеклопластика. К работе были подключены инженеры Технического университета Дрездена, а также сотрудники автозавода в Айзенахе. В 1968 году был представлен прототип Melkus RS 1000. Внешне он напоминал Ferrari Dino. Начало производства нового спорткара было приурочено к 20-летию образования ГДР в 1969 году. Из особенностей автомобиль имел двери типа «крыло чайки», оснащался двигателями объёмом 1-1,2 литра и мощностью в 70-90 л. с. Максимальная скорость 165 км/ч и разгон от 0 до 100 км/ч за 9 секунд. Автомобиль выпускался до 1980 года. Всего было построено около 100 экземпляров.
Сын Мелькуса, Ульрих, пошёл по стопам отца. После объединения двух Германий у фирмы появились перспективы с сфере сотрудничества с именитыми автомобильными марками, (например с BMW), а также заказы на выпуск гоночных автомобилей для Колумбии. Смерть Ульриха, попавшего в ДТП 18 июня 1990 года, перечеркнула эти планы. 
В 2005 году скончался и сам Хайнц Мелькус. В середине 2000-х была попытка возродить легендарную модель RS1000. В мае 2006 года, спустя 26 лет после выпуска последнего RS1000, Зепп и Питер Мелкус перезапустили компанию по производству спортивных автомобилей. Были построены несколько спорткаров модели RS2000, как продолжатели традиций мастерской в Дрездене. Стоимость этой модели оценена в 115 тысяч Евро.